# 张正芳
张正芳（1929年3月—2020年6月5日），原名宋梅珍，女，江苏苏州人，中国京剧表演艺术家、教育家，中国戏曲学院教授。荀慧生嫡传弟子。